# Skepticism
Skepticism est un groupe de funeral doom metal finlandais, originaire de Riihimäki, en Finlande méridionale. Formé en 1991, ils sont considérés, avec Thergothon, comme les pionniers du sous-genre funeral doom metal.

## Biographie

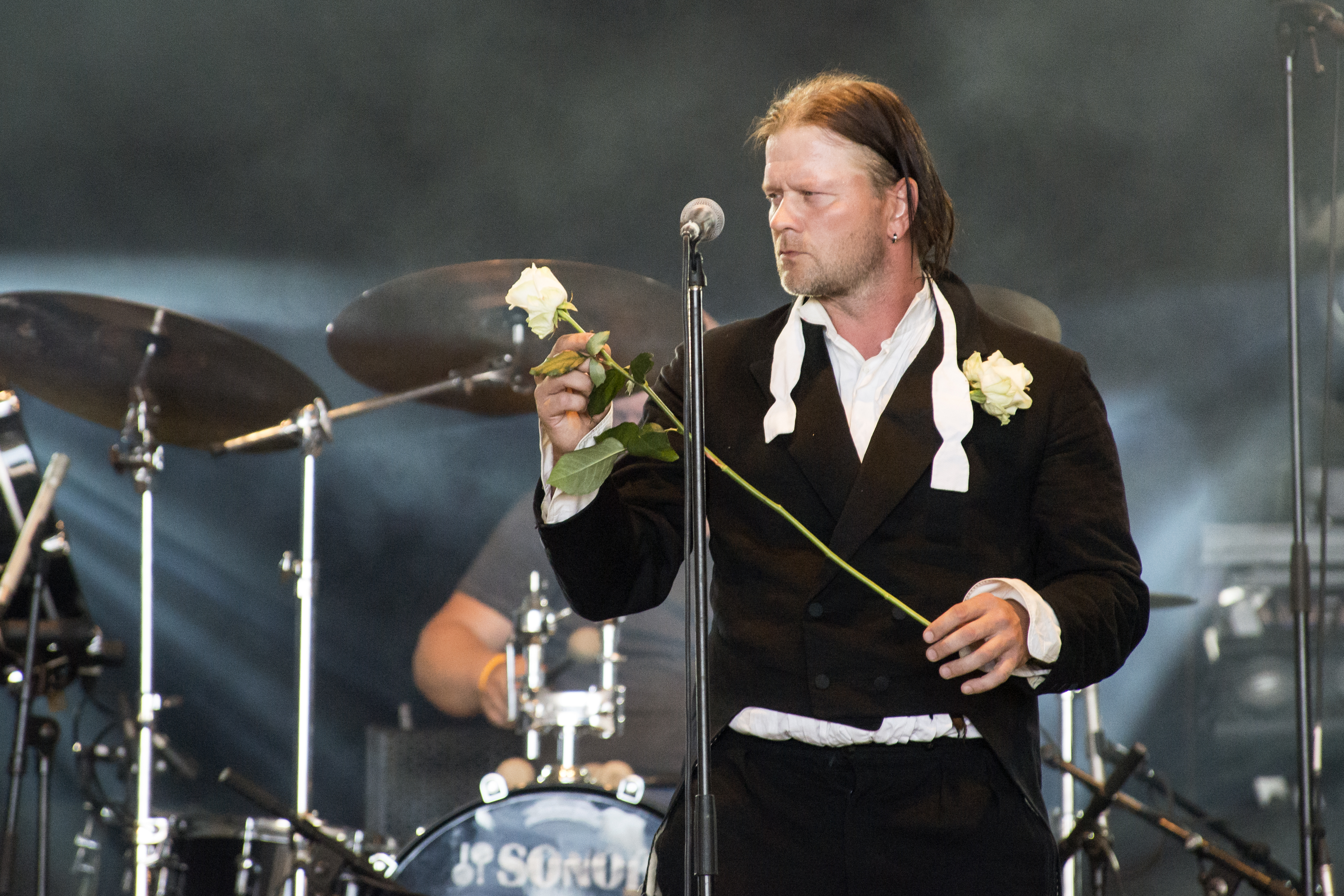
Concert de Skepticism au Hellfest 2017.

Skepticism est formé en 1991 à Riihimäki, en Finlande méridionale. Débutant avec un son de death metal sur leur premier enregistrement, Skepticism se développe rapidement son propre son, une combinaison de doom metal lent et de death metal avec une grande utilisation de claviers, en particulier de l'orgue. Ce style est représenté pour la première fois sur leur démo Aeothe Kaear en 1994, qui, bien que lente, était toujours plus rapide que leurs albums suivants. Leur premier album, Stormcrowfleet, pousse ce style un peu plus loin, en étant constitué de six pistes longues et lentes d'une durée moyenne d'environ dix minutes.
Après cela, le groupe sort un EP, et un album connectés au niveau du thème. Un petit peu moins obscurs en son, mais plus abstraits dans les paroles, Ethere et Lead and Aether sont peut-être les albums de Skepticism les plus connus, en particulier pour la piste The March and the Stream, qui apparaît en différentes versions sur les deux disques, et qui est considérée par certains comme l'une des chansons de doom metal les plus déprimantes qui ait jamais été enregistrée.
En 1999, Aes est publié ; il s'agit d'un EP d'une seule piste de près de vingt-huit minutes, et un challenge au niveau du style pour le groupe. Une grande variété de thèmes musicaux est explorée dans cet album avant que la chanson ne se retourne sur elle-même et revienne là où elle avait commencé. Les deux derniers albums du groupe font partie de la seconde 'paire', The Process of Farmakon, en 2002, puis Farmakon, en 2003. Ces albums illustrent une petite évolution par rapport au style précédent, en introduisant des éléments de dissonance et d'expérimentation.
En mai 2008, le groupe est annoncé pour le Dutch Doom Days 2008 prévu les 28 et 29 octobre la même année. Après quelques années d'absence, Skepticism annonce en 2013, l'arrivée d'un nouvel album pour 2014. Svart Records, leur nouveau label, annonce une sortie internationale de l'album, intitulé Ordeal, pour le 18 septembre 2015.

## Membres
- Matti Tilaeus - chant
- Jani Kekarainen - guitare
- Eero Pöyry - claviers
- Lasse Pelkonen - batterie

### Anciens membres
- Tobias Kellgren - chant

### Membre live
- Timo Sitomaniemi - guitare (depuis 2015)

## Discographie

### Albums studio
- 1995 : Stormcrowfleet
- 1998 : Lead and Aether
- 2003 : Farmakon
- 2008 : Alloy
- 2015 : Ordeal

### Démos, singles et EP
- 1992 : Towards My End (single 7")
- 1994 : Aeothe Kaear (démo)
- 1997 : Ethere (EP)
- 1999 : Aes (EP)
- 2002 : The Process of Farmakon (EP)